# Štěpán Hřebejk
Štěpán Hřebejk (* 28. Mai 1982 in Strakonice, Tschechoslowakei) ist ein tschechischer Eishockeyspieler.
Er begann seine Karriere in der Juniorenmannschaft des HC České Budějovice im Jahre 1998. Im Jahr 2000 spielte er seine erste Partie in der Seniorenmannschaft, die in der Extraliga, der höchsten Liga in der Tschechischen Republik antrat. In der gleichen Saison spielte er auch vier Spiele für den drittklassigen Verein seiner Heimatstadt, den HC Strakonice. In den folgenden zwei Saisons wurde er jeweils vom HC České Budějovice an den IHC Písek in die zweite tschechische Liga ausgeliehen. Als Stammspieler blieb er dann bis 2010 in České Budějovice. In der Saison wechselte er zum HC Karlovy Vary, von wo er nach Verpassen der Play-offs 2011 zum KLH Chomutov in die zweitklassige 1. Liga wechselte. Mit diesem Club erreichte er 2012 den Aufstieg.

## International
Er spielte bereits in den Juniorenteams Tschechiens, bevor er von 2005 bis 2008 zum Kader der Nationalmannschaft Tschechiens gehörte.